# آراپیراکا
آراپیراکا (به پرتغالی: Arapiraca) یک منطقهٔ مسکونی در برزیل است که در آلاگواس واقع شده‌است. آراپیراکا ۳۵۱٫۴۷۵ کیلومتر مربع مساحت و ۲۳۲٬۶۷۱ نفر جمعیت دارد و ۲۶۴ متر بالاتر از سطح دریا واقع شده‌است.